# Picard
Pour les articles homonymes, voir Picard (homonymie).
Pour les articles ayant des titres homophones, voir Picard (homonymie), Picart, Piccard, Picquart et Pycard.
Le picard (ech picard, el picard en picard) est une langue romane traditionnellement parlée en France dans une partie de la région Hauts-de-France ainsi que dans l’ouest de la Belgique romane (plus précisément dans la province de Hainaut, à l’ouest d’une ligne Rebecq-Beaumont-Chimay). Le picard est un élément de l'ensemble dialectal traditionnellement désigné comme langue d'oïl.
Pour désigner cette langue, on utilise picard dans la région Picardie et le plus souvent les mots ch’ti et ch’timi dans les départements du Nord et du Pas-de-Calais (rouchi dans la région de Valenciennes). Cependant, la plupart des locuteurs concernés ont le sentiment d'user d'un patois – terme péjoratif délibérément utilisé par les linguistes à l'époque où l'Instruction publique avait pour mission de répandre l'usage du français sur l'ensemble du territoire et notamment dans les campagnes. Les linguistes, quant à eux, emploient le terme picard. En effet, qu’on l’appelle picard ou ch’ti, il s’agit de la même langue, les variétés parlées en Picardie, dans le Nord-Pas-de-Calais ou en Belgique étant largement intercompréhensibles et partageant des caractéristiques morphosyntaxiques fondamentalement communes.
Son utilisation quotidienne ayant fortement décliné, le picard est considéré par l'Unesco comme une langue « sérieusement en danger ».

## Reconnaissance

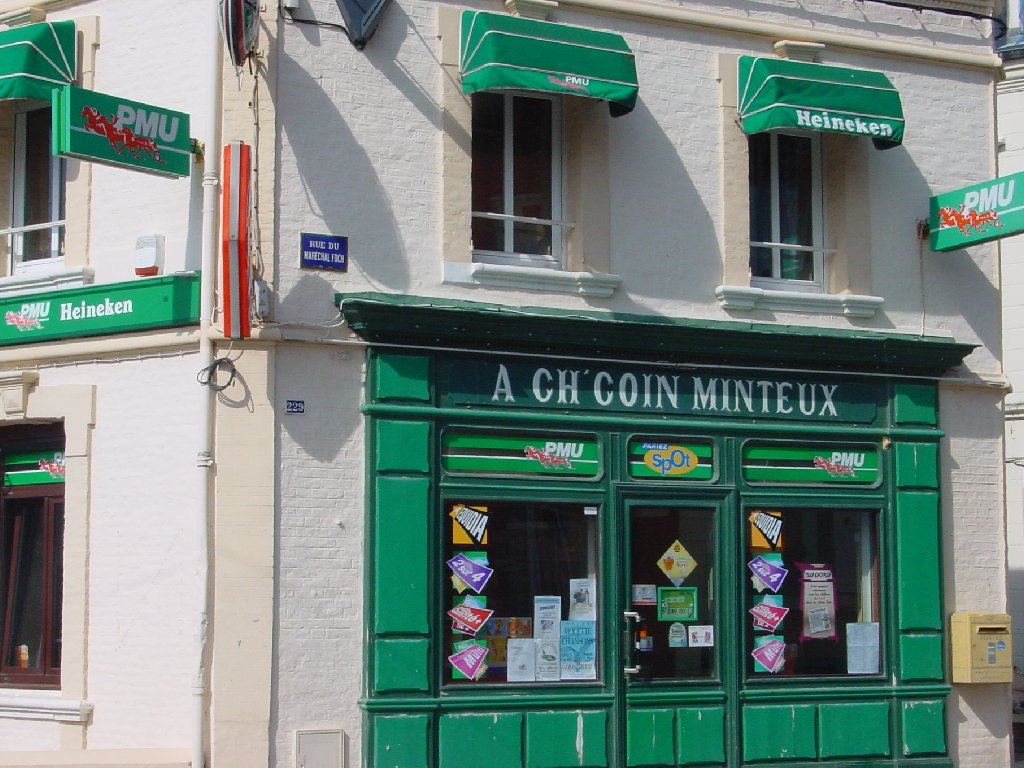
Enseigne de café en picard à Cayeux-sur-Mer (Somme).

La communauté française de Belgique a reconnu officiellement le picard comme langue régionale endogène à part entière, aux côtés du wallon, du gaumais (lorrain), du champenois et du francique (décret du 24 décembre 1990).

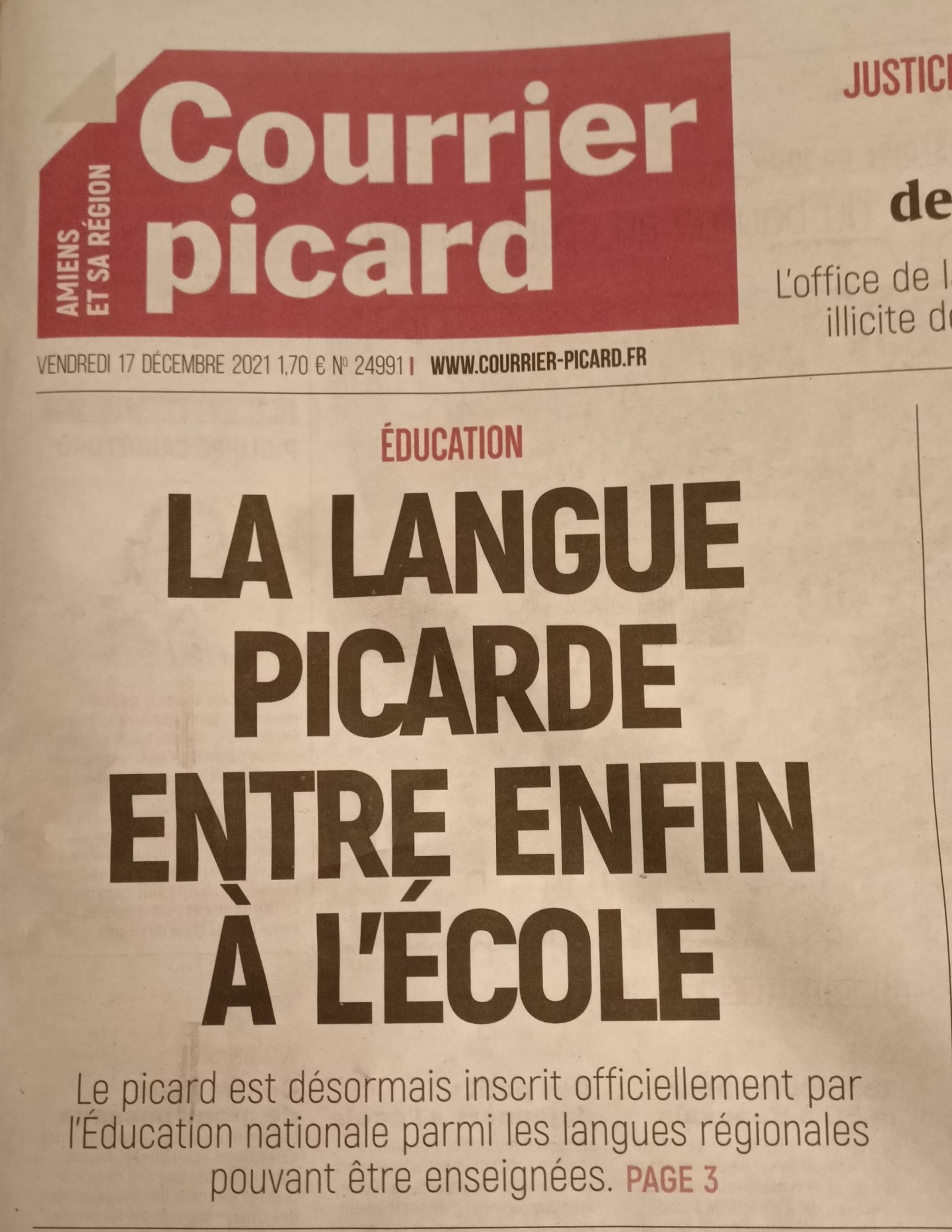

L'Éducation nationale a inscrit le 16 décembre 2021 le picard parmi les langues régionales pouvant être enseignées à l'école, au collège et au lycée des académies d'Amiens et de Lille.
On peut citer à ce sujet un extrait du rapport sur les langues de la France rédigé par Bernard Cerquiglini, directeur de l'Institut national de la langue française (branche du CNRS), à l’intention du ministre de l’Éducation nationale, de la recherche et de la technologie et du ministre de la Culture et de la Communication (avril 1999) :

« L’écart n’a cessé de se creuser entre le français et les variétés de la langue d’oïl, que l’on ne saurait considérer aujourd’hui comme des « dialectes du français » ; franc-comtois, wallon, picard, normand, gallo, poitevin-saintongeais, bourguignon-morvandiau, lorrain doivent être retenus parmi les langues régionales de la France ; on les qualifiera dès lors de « langues d’oïl », en les rangeant dans la liste des langues régionales de la France. »

Le picard bénéficie néanmoins, comme toutes les autres langues de France, des actions menées par la Délégation générale à la langue française et aux langues de France du ministère de la Culture.

## Origine et variation dialectale

L'aire d'extension de la langue d'oïl, avec au nord le picard.

Le picard fait partie de l'ensemble linguistique de la langue d’oïl (comme le français) et appartient à la famille des langues gallo-romanes. C’est d’ailleurs à la langue d’oïl que l’on fait référence lorsque l’on parle d’ancien français. Certains linguistes classent le picard dans le sous-groupe septentrional de la langue d'oïl.
On ne confondra pas le dialecte picard, tel qu’il est et a été parlé, avec ce que l’on appelle « le picard » dans l’histoire de la littérature française. Dans ce dernier cas, il s’agit d’un ensemble de variétés utilisées à l’écrit (scriptae) dans le Nord de la France dès avant l’an 1000 et bien sûr marquées par des traits dialectaux picards ; ces scriptae voisinaient avec d’autres variétés écrites, comme le champenois et l’anglo-normand (le Sud de la France utilisait alors un ensemble de variétés, hétérogènes elles aussi, souvent désignées comme constituant la langue d’oc, ou occitan).
À l'échelle locale, on a conscience de parler picard à Lille dès le XIIIe siècle, dans le Livre Roisin, coutumier lillois rédigé vers 1283, un serment juridique à prononcer sur les reliques explicite : « Et s'il fust aucuns qui devant eschevins plaidast et ne seuist riens dou langage pikart, si doit-il y estre rechus à son sierment faire par le langage que il mius set. »
Il n'est pas possible de définir avec certitude les délimitations précises du picard à l'époque médiévale, mais on pense que la frontière sud du picard englobait autrefois au moins le Laonnois et la Thiérache, Gossen note que le Nouveau dénombrement du Royaume par généralités, élections, paroisses et jeux de Saugrain, publié en 1720, situait encore en Picardie les élections de Beauvais, Compiègne, Senlis, Soissons, Laon, Noyon, Crépy-en-Valois, Clermont et Guise. Mais le dialecte picard fut par la suite refoulé jusque sur les bords de l'Oise, et seules les anciennes élections de Clermont, Beauvais, Noyon et Guise figurent encore aujourd'hui en intégralité dans le domaine linguistique picard. Jules Corblet, dans son Glossaire étymologie et comparatif du patois picard, estime que l'idiome picard était compris dans l'ancienne Picardie du XIVe siècle, et qu'il comprenait par conséquent l'Amiénois, le Ponthieu, le Boulonnais, le Vimeu, le Marquenterre, le Santerre, le Vermandois, la Thiérache, le Pays reconquis, le Tournaisis, l'Artois, la Morinie, le Laonnois, le Senlisis, le Soissonnais, le Valois et le Calaisis.
Le picard est phonétiquement assez bien différencié des variantes centrales de la langue d'oïl (appelées anciennement francien), qui donneront naissance au français ; parmi les traits les plus remarquables, on peut noter une évolution moins marquée en picard des phénomènes de palatalisation, qui frappent dans les langues d’oïl /k/ ou /g/ devant /j/ (son initial de yacht), /i/ et /e/ toniques, ainsi que devant /a/ [y inclus /ɔ/ (o ouvert de porte] ← /aw/ [cf. joie ← gaudia, mais corps ← corpus]) :
- ancien picard keval ~ ancien français cheval (prononcé tcheval), de * kaβál (latin vulgaire cabállus) : maintien du /k/ originel en picard devant /a/ tonique ;
- ancien picard gambe ~ ancien français jambe (prononcé djambe), de * gámbə (latin vulgaire gámba) : absence de palatalisation de /g/ en picard devant /a/ et /ɔ/ ← /aw/ toniques ;
- ancien picard kief (prononcé kyéf) ~ ancien français chief (prononcé tchíef), de * káf (latin cáput) : palatalisation moins importante du /k/ en picard ;
- ancien picard cherf (prononcé tchèrf) ~ ancien français cerf (prononcé tsèrf), de * kyérf (latin cérvus) : palatalisation simple en picard, palatalisation puis assibilation en ancien français.

On peut résumer ces effets de palatalisation ainsi :
- /k/ + /y/, /i/ ou /e/ (toniques) : ancien picard /t͡ʃ/ (prononcé tch et noté par ch) ~ ancien français /ts/ (noté par c) ;
- /k/ et /g/ + /a/ (y compris /ɔ/ ← /aw/) tonique : picard /k/ et /g/ ~ ancien français /t͡ʃ/ (noté ch) et /d͡ʒ/ (prononcé dj comme dans djebel et noté par j).

Ces traits consonantiques caractéristiques sont appelés normanno-picards par la linguistique traditionnelle et sont matérialisés par une isoglosse appelée ligne Joret qui coupe la Normandie en deux du nord au sud, traverse l'Amiénois, la Thiérache, ainsi que le sud-ouest de la Belgique à l'ouest de Rebecq, Beaumont et Chimay.
Ainsi, l’on en arrive à des oppositions frappantes, telles que l'ancien picard cachier (prononcé catchyér) ~ ancien français chacier (prononcé tchatsiér, lequel deviendra plus tard chasser, forme du français moderne).
Le mot rescapé illustre bien ce trait consonantique. Ce terme wallo-picard est passé en français avec la catastrophe de Courrières et il correspond au picard usuel récapé et au français central réchappé (participe passé du verbe réchapper) qui ne s'emploie pas de manière substantivée. Le verbe réchapper est déjà lui-même un emprunt au picard datant du Moyen Âge, puisqu'il est attesté dès le XIIIe siècle sous la forme d'ancien picard rescaper chez Le Reclus de Moliens.
En outre, il montre que le français standard n'a pas cessé d'emprunter au picard (ou au normand, car il est parfois difficile de déterminer l'origine géographique de l'emprunt). Ainsi de nombreux termes français révèlent leur caractère normanno-picard : cabaret, emprunt au picard, lui-même du moyen néerlandais caberet, cabret, déjà issu du picard cambrette « petite chambre » ; cauchemar (de l'ancien picard cauchier ou cauquier « fouler, presser » et mare « cauchemar », emprunt au moyen néerlandais mare « fantôme qui provoque le cauchemar ») ; quai, emprunt à l'ancien picard kay « levée de terre faite le long d'une rivière » équivalent étymologique du français chai ; etc. En revanche caillou est un emprunt au normand occidental, comme le montre le suffixe -ou, le picard ayant -eu : cailleu, qui a supplanté l'ancien français chail, chaillou.

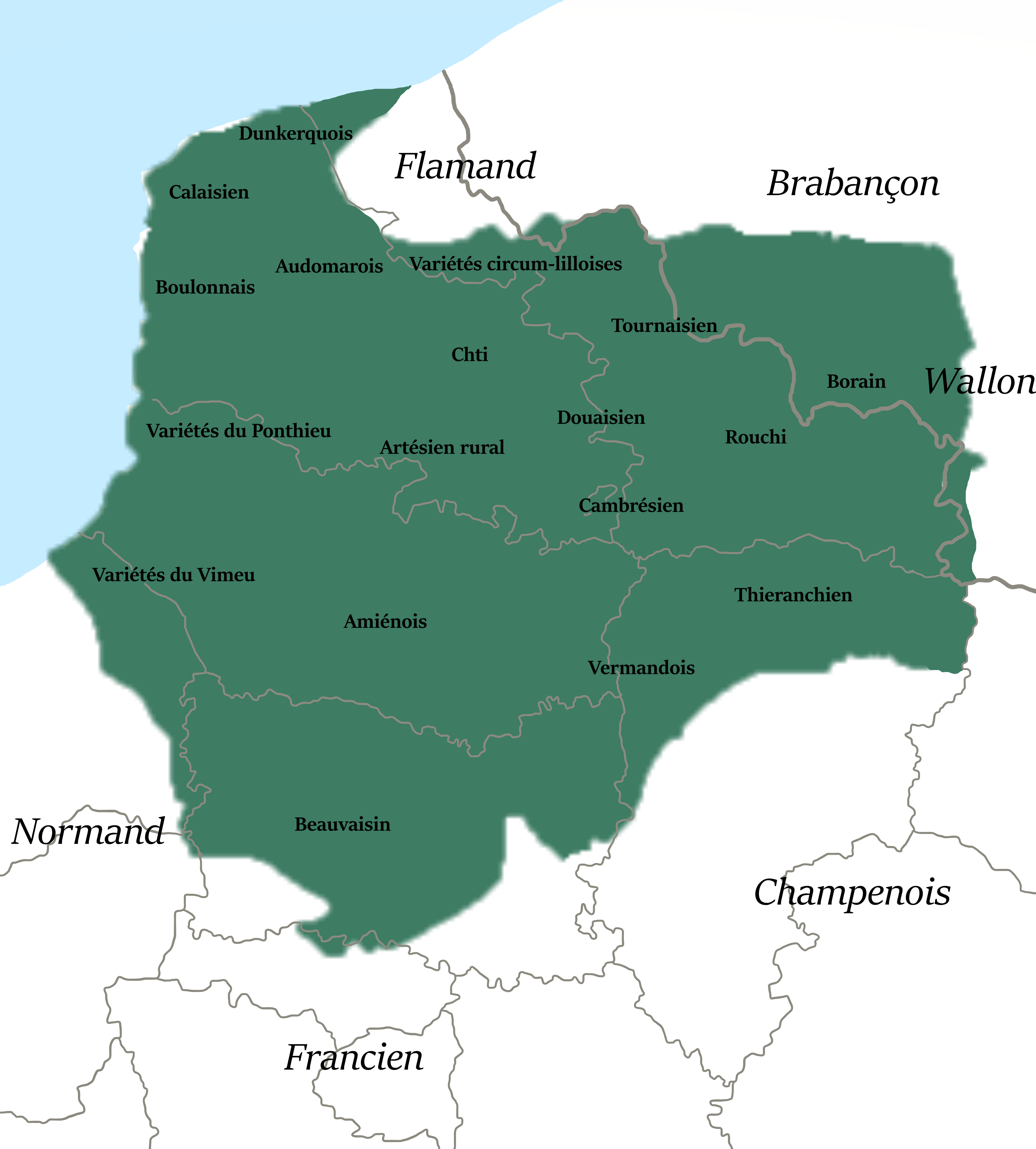
Variétés du picard.

Inversement, du fait du voisinage entre l’aire du picard et de Paris, le français, c’est-à-dire principalement la langue de l'Île-de-France, influença beaucoup le picard. De cette proximité entre le picard et le français vient d’ailleurs la difficulté à le reconnaître comme une langue à part plutôt que comme « une déformation du français », comme on le pense souvent. On notera d'ailleurs l'ambivalence de cet article sur ce point (voir paragraphes précédents). Aujourd'hui des facteurs d'ordre politiques, socio-éducatifs et technologiques expliquent l'influence grandissante du français standard.
Le picard se manifeste comme un ensemble de variétés, extrêmement proches cependant[réf. nécessaire]. Une énumération précise reste difficile en l’absence d’études spécifiques sur la variation dialectale, mais on peut probablement distinguer provisoirement les principales variétés suivantes : Amiénois, Vimeu-Ponthieu, Vermandois, Thiérache, Beauvaisis, « ch'ti mi » (ex-bassin minier, Lille), variétés circum-lilloises (Roubaix, Tourcoing, Mouscron, Comines), Tournaisien, « rouchi » (Valenciennois) et Borain, Artésien rural, Saint-Polois, Audomarois et formes spécifiques du littoral (Gravelines, Grand-Fort-Philippe, Calais et Boulogne-sur-Mer). Ces variétés se définissent par des traits phonétiques, morphologiques ou lexicaux spécifiques, et parfois par une tradition littéraire particulière.

## La langue picarde

### Différences entre picard du sud et picard du nord
On peut en gros voir deux grandes régions où sont parlées les deux variétés de picard les plus connues : le Nord-Pas-de-Calais et le Hainaut (au nord) d’une part, et la région Picardie (Somme, Oise et Aisne au sud) d’autre part. On remarque surtout plusieurs différences régulières et nettes entre les deux types de parlers, ainsi :
| Variantes | Sud                       | Nord   | Français |
| --------- | ------------------------- | ------ | -------- |
| oé / o    | j’étoé, j'étoai ou j'éteu | j’étos | j’étais  |
| ieu / iau | câtieu                    | câtiau | château  |
| tch / k   | tchien                    | kien   | chien    |
| oin / on  | boin                      | bon    | bon      |

### Prononcer le picard
La prononciation varie dans le domaine picard, car la langue n'est pas uniforme.
Ainsi ne prononce-t-on pas cette langue de la même façon dans le Vimeu que dans le Hainaut, où il s'agit d'une autre variété de picard.
Voici quelques exemples en picard du Vimeu (mot picard et prononciation en API):
| Picard du Vimeu | API      | API             | Français        |
| --------------- | -------- | --------------- | --------------- |
| gueugue         | /ɡɶɡ/    | [ɡɶɡ]           | noix            |
| chatchun        | /ʃatʃøŋ/ | [ʃatʃœ̃]         | chacun          |
| chatcheune      |          | [ʃatʃøŋ]        | chacune         |
| triangue        | /trianɡ/ | [triãɡ]         | triangle        |
| ej te connouos  |          | [eʒ.te.kɔ̃.nwɔ]  | je te connais   |
| o ll'a rtrouvè  |          | [ol.lar.tru.vɛ] | on l'a retrouvé |

#### Nasalité de la voyelle
En picard, comme en wallon unifié, les graphies voyelle+nn, voyelle+nm et voyelle+mm marquent la nasalité (il ne faut donc pas lire ces groupes de lettres comme en français).
| Picard  | Prononciation          | API    | API     | Français      |
| ------- | ---------------------- | ------ | ------- | ------------- |
| unne    | <<un'n>>               |        | [ɛ̃n]    | une           |
| tranner | <<tran-né>>            |        | [trãnɛ] | trembler      |
| grainne | <<grin-n'>>            |        | [grɛ̃n]  | graine [grɛn] |
| minme   | <<min-m'>>             |        | [mɛ̃m]   | même          |
| ganme   | <<gan-m'>>, <<gan-b'>> | /ɡanb/ | [gãm]   | jambe         |

Pour rappeler cette nasalisation, on utilise parfois une graphie picarde avec un point disjonctif :
- glin.ne ([glɛ̃n]) (fr: poule), pron.ne ([prõn]) (fr: prune)

### Conjugaison de quelques verbes

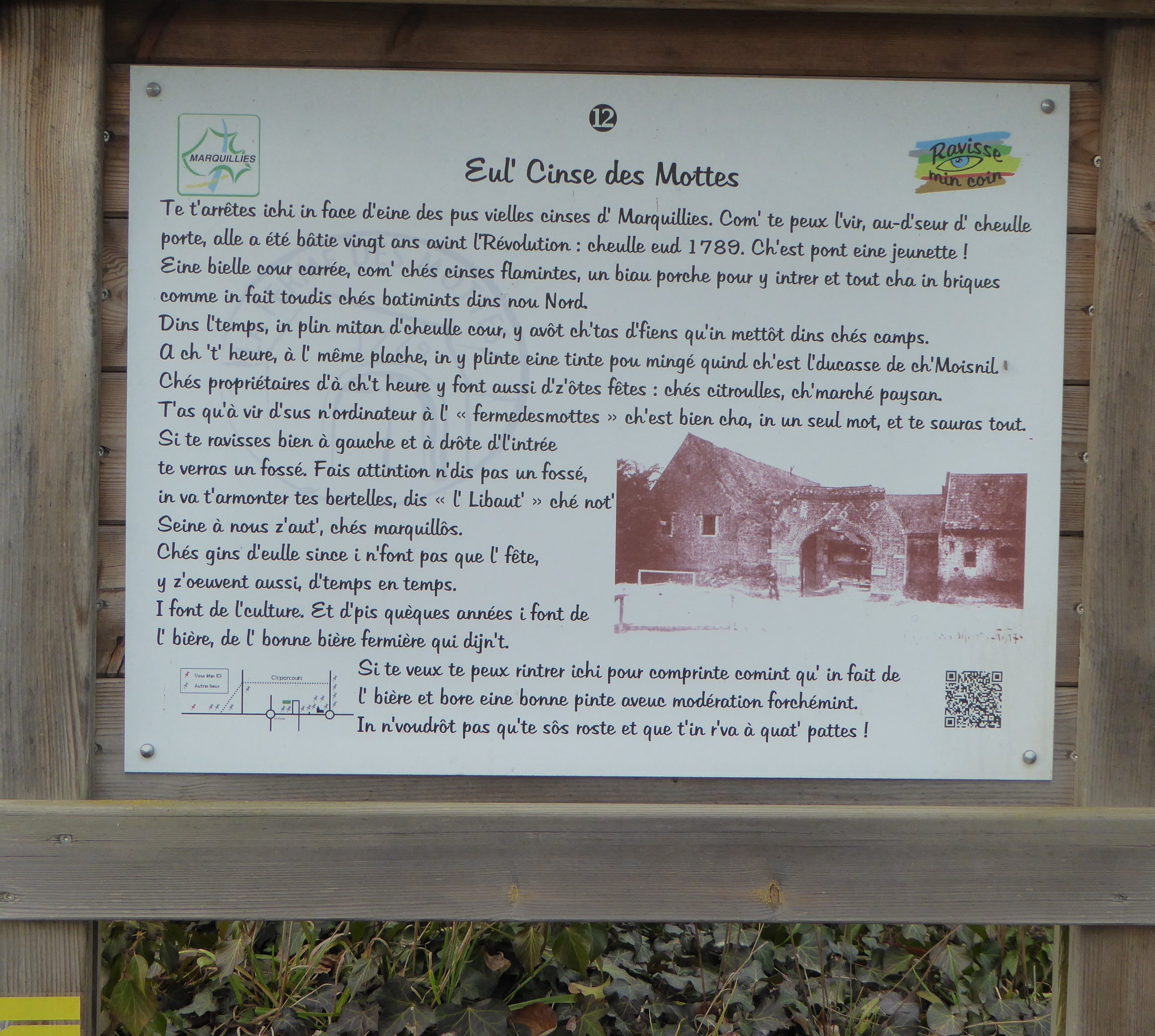
Informations, en langue picarde, relatives à la Cense des Mottes de Marquillies (Nord)

La 1re personne du pluriel apparaît souvent en picard parlé sous la forme de la 3e personne neutre « in », en revanche, à l'écrit, on utilise souvent « os » (de même qu'en français où l'on utilise « on » ou « nous »).
D'autre part, la graphie des verbes conjugués va dépendre de la prononciation qui change dans le domaine picard ; on va donc écrire en picard du sud il étoait ou il étoét et en picard du nord il étot. De même, on aura (i sro / i sra), (in o / in a),... Ceci est noté comme des variantes dans la suite.
On trouvera la conjugaison des verbes picards dans des grammaires ou des méthodes de langue.
| Conjugaison : ète (être) | Conjugaison : ète (être) | Conjugaison : ète (être) | Conjugaison : ète (être) | Conjugaison : ète (être) | Conjugaison : ète (être) | Conjugaison : ète (être) | Conjugaison : ète (être) | Conjugaison : ète (être)              | Conjugaison : ète (être) | Conjugaison : ète (être) |
| Indicatif                | Indicatif                | Indicatif                | Indicatif                | Indicatif                | Indicatif                | Indicatif                | Subjonctif               | Subjonctif                            | Impératif                | Impératif                |
|                          | Présent                  | Imparfait                | Imparfait                | Futur                    | Conditionnel             | Conditionnel             | Présent                  | Présent                               |                          |                          |
|                          |                          | Nord                     | Sud                      |                          | Nord                     | Sud                      |                          | Variantes                             |                          | Variantes                |
| ------------------------ | ------------------------ | ------------------------ | ------------------------ | ------------------------ | ------------------------ | ------------------------ | ------------------------ | ------------------------------------- | ------------------------ | ------------------------ |
| je                       | ej su(s)                 | j'éto(s)                 | j'étoé / étoais          | ej srai                  | ej séro(s)               | ej sroé                  | qu'ej soéche             | qu'ej fuche / seuche                  |                          |                          |
| tu                       | t'es                     | t'étos                   | t'étoés / étoais         | tu sros                  | té séros                 | tu sroés                 | eq tu soéches            | eq tu fuches / seuches                | soéche                   | fus / fuche              |
| il                       | il est                   | il étot                  | il étoét / étoait        | i sro                    | i sérot                  | i sroét                  | qu'i soéche              | qu'i fuche / seuche                   |                          |                          |
| elle                     | al est                   | al étot                  | al étoét / étoait        | ale sro                  | ale sérot                | ale sroét                | qu'ale soéche            | qu'ale fuche / seuche                 |                          |                          |
| on                       | in est                   | in étot                  | in étoét / étoait        | in sro                   | in sérot                 | in sroét                 | qu'in soéche             | qu'in fuche / seuche                  |                          |                          |
| nous                     | os sonmes                | os étonmes               | os étoèmes               | os srons                 | os séronmes              | os sroinmes              | qu'os soéyonche          | qu'os fuchonche / seuchonche / sonche | soéyons                  | fuchons                  |
| vous                     | os ètes                  | os étotes                | os étoètes               | os srez                  | os sérotes               | os sroétes               | qu'os soéyèche           | qu'os fuchèche / seuchèche            | soéyez                   | fuchez                   |
| ils                      | is sont                  | is étotte                | is étoètte / étoaitte    | is sront                 | is sérotte               | is sroétte               | qu'is soéch'tte          | qu'is fuch'tte / seuch'tte            |                          |                          |

| Conjugaison : avoèr (avoir) | Conjugaison : avoèr (avoir) | Conjugaison : avoèr (avoir) | Conjugaison : avoèr (avoir) | Conjugaison : avoèr (avoir) | Conjugaison : avoèr (avoir) | Conjugaison : avoèr (avoir) | Conjugaison : avoèr (avoir) | Conjugaison : avoèr (avoir) | Conjugaison : avoèr (avoir) | Conjugaison : avoèr (avoir) |
| Indicatif                   | Indicatif                   | Indicatif                   | Indicatif                   | Indicatif                   | Indicatif                   | Indicatif                   | Indicatif                   | Indicatif                   | Subjonctif                  | Impératif                   |
|                             | Présent                     | Présent                     | Imparfait                   | Imparfait                   | Futur                       | Futur                       | Conditionnel                | Conditionnel                | Présent                     |                             |
|                             | Nord                        | Sud                         | Nord                        | Sud                         | Nord                        | Sud                         | Nord                        | Sud                         |                             |                             |
| --------------------------- | --------------------------- | --------------------------- | --------------------------- | --------------------------- | --------------------------- | --------------------------- | --------------------------- | --------------------------- | --------------------------- | --------------------------- |
| je                          | j'ai                        | j'ai                        | j'avo(s)                    | j'avoés / avoais            | j'arai                      | j'érai                      | j'aros                      | j'éroé                      | eq j'euche                  |                             |
| tu                          | t'as                        | t'os                        | t'avos                      | t'avoés                     | t'aras                      | t'éros                      | t'aros                      | t'éroés                     | eq t'euches                 | aye                         |
| il                          | il a                        | il o                        | il avot                     | il avoét                    | il ara                      | il éro                      | il arot                     | il éroét                    | qu'il euche                 |                             |
| elle                        | al a                        | al o                        | al avot                     | al avoét                    | al ara                      | al éro                      | al arot                     | al éroét                    | qu'al euche                 |                             |
| on                          | in a                        | in o                        | in avot                     | in avoét                    | in ara                      | in éro                      | in arot                     | in éroét                    | qu'in euche                 |                             |
| nous                        | os avons                    | os avons                    | os avonmes                  | os avoèmes                  | os arons                    | os érons                    | os aronmes                  | os éroinmes                 | qu'os euchonche / ayonche   | ayons                       |
| vous                        | os avez                     | os avez                     | os avotes                   | os avoètes                  | os arez                     | os érez                     | os arotes                   | os éroétes                  | qu'os euchèche / ayèche     | ayez                        |
| ils                         | is ont                      | is / il ont                 | is avotte                   | is avoètte                  | is aront                    | is éront                    | is arotte                   | is éroétte                  | qu'is euch'tte              |                             |

| Conjugaison : s'in aler (s'en aller) | Conjugaison : s'in aler (s'en aller) | Conjugaison : s'in aler (s'en aller) | Conjugaison : s'in aler (s'en aller) | Conjugaison : s'in aler (s'en aller) | Conjugaison : s'in aler (s'en aller) | Conjugaison : s'in aler (s'en aller) | Conjugaison : s'in aler (s'en aller) | Conjugaison : s'in aler (s'en aller) | Conjugaison : s'in aler (s'en aller) | Conjugaison : s'in aler (s'en aller) |
| Indicatif                            | Indicatif                            | Indicatif                            | Indicatif                            | Indicatif                            | Indicatif                            | Indicatif                            | Indicatif                            | Subjonctif                           | Subjonctif                           |                                      |
|                                      | Présent                              | Présent                              | Imparfait                            | Imparfait                            | Futur                                | Conditionnel                         | Conditionnel                         | Présent                              | Présent                              |                                      |
|                                      | Nord                                 | Sud                                  | Nord                                 | Sud                                  |                                      | Nord                                 | Sud                                  | Nord                                 | Sud                                  |                                      |
| ------------------------------------ | ------------------------------------ | ------------------------------------ | ------------------------------------ | ------------------------------------ | ------------------------------------ | ------------------------------------ | ------------------------------------ | ------------------------------------ | ------------------------------------ | ------------------------------------ |
| je                                   | j'm'in vas                           | ej m'in vos                          | j'm'in alos                          | ej m'in aloès / aloais               | j'm'in irai                          | j'm'in iros                          | ej m'in iroès                        | qu'ej m'in ale                       | qu'ej m'in voaiche                   |                                      |
| tu                                   | té t'in vas                          | tu t'in vos                          | té t'in alos                         | tu t'in aloès                        | tu t'in iros                         | té t'in iros                         | tu t'in iroès                        | qu'té t'in ale                       | qu'tu t'in voaiches                  |                                      |
| il                                   | i s'in va                            | i s'in vo                            | i s'in alot                          | i s'in aloèt                         | i s'in iro                           | i s'in irot                          | i s'in iroèt                         | qu'i s'in ale                        | qu'i s'in voaiche                    |                                      |
| elle                                 | ale s'in va                          | ale s'in vo                          | ale s'in alot                        | ale s'in aloèt                       | ale s'in iro                         | ale s'in irot                        | ale s'in iroèt                       | qu'ale s'in ale                      | qu'ale s'in voaiche                  |                                      |
| on                                   | in s'in va                           | in s'in vo                           | in s'in alot                         | in s'in aloèt                        | in s'in ira                          | in s'in irot                         | in s'in iroèt                        | qu'in s'in ale                       | qu'in s'in voaiche                   |                                      |
| nous                                 | os nos in alons                      | os nos in alons                      | os nos in alonmes                    | os nos in aloèmes                    | os nos in irons                      | os nos in ironmes                    | os nos in iroèmes                    | qu'os nos in allotte                 | qu'os nos in alonche                 |                                      |
| vous                                 | os vos in alez                       | os vos in alez                       | os vos in alotes                     | os vos in aloètes                    | vos vos in irez                      | os vos in irotes                     | os vos in iroètes                    | qu'os vos in allotte                 | qu'os vos in alèche                  |                                      |
| ils                                  | is s'in vont                         | is s'in vont                         | is s'in alotte                       | is s'in aloètte                      | is s'in iront                        | is s'in irotte                       | is s'in iroètte                      | qu'is s'in allote                    | qu'is s'in voaich'tte                |                                      |

### Quelques mots et expressions

#### Expressions typiques
| Picard                                                      | Français                                                      | Signification                                                 |
| ----------------------------------------------------------- | ------------------------------------------------------------- | ------------------------------------------------------------- |
| Frunme èt bouke : tin nez i vo kère / tchère eddins !       | Ferme ta bouche ton nez va tomber dedans !                    | La ferme ! Tais toi!                                          |
| I n’feut mie qu’chés glinnes is cantte pus fort qu'ech co ! | Il ne faut pas que les poules chantent plus fort que le coq ! | Le mari ne doit pas se faire mener par son épouse             |
| Tu pus toudis chifler poupoule !                            | Tu peux toujours siffler après une poule !                    | Tu peux toujours courir                                       |
| I mint conme un arracheux d' dints !                        | Il ment comme un arracheur de dents !                         | Mentir pour rassurer (comme un dentiste / arracheur de dents) |
| Muche tin tchul v'lo ch’garde                               | Cache ton derrière, voilà le garde qui arrive                 | Se dit aux enfants qui se promènent cul nu                    |
| Tu vus m’ l’intitcher pèr éch gros bout !                   | Tu veux l'introduire par l'extrémité la plus large !          | Tu veux me faire croire à des choses invraisemblables !       |
| Tu vus m’foaire gober des eus durs / durs eus !             | Tu veux me faire gober des œufs durs !                        | Tu veux me faire croire à des choses invraisemblables !       |
| Tu vus m’foaire cratcher des alunmètes dins l'ieu !         | Tu veux me faire craquer des allumettes dans l'eau !          | Tu veux me faire croire à des choses invraisemblables !       |

#### Variations de patois encore pratiquées
Le ch’ti est un sobriquet utilisé pour désigner les différentes formes du picard encore parlées dans une grande partie de la région Nord-Pas-de-Calais. Dans la région Picardie, on parle de « picard », alors qu’on emploie plutôt les sobriquets ch’ti, ch’timi dans le Nord-Pas-de-Calais ou encore rouchi dans la région de Valenciennes même si les gens du Nord parlent entre eux simplement de patois, une dénomination dépréciative.
Les linguistes emploient uniquement la désignation de picard. En effet, qu’on l’appelle patois, picard ou ch’ti, il s’agit de la même langue, et les variétés qui sont parlées en Picardie, dans le Nord-Pas-de-Calais ou en Belgique sont assez largement inter-compréhensibles.
De nombreux mots des formes de picard sont très proches du français mais un grand nombre de mots lui sont totalement spécifiques, principalement des mots du jargon minier. Lorsque Zola vint dans la région se documenter pour Germinal, un interprète lui fut nécessaire pour dialoguer avec les mineurs.

### Quelques prénoms
| Picard                                                                    | Français  | Picard                            | Français   |
| ------------------------------------------------------------------------- | --------- | --------------------------------- | ---------- |
| Adof                                                                      | Adolphe   | Ghilanne, Ghilangne               | Ghislaine  |
| Alekchinte                                                                | Alexandre | Augusse, Gusse / Eudjusse, Djusse | Auguste    |
| Batisse                                                                   | Baptiste  | Madlanne, Madlangne               | Madeleine  |
| Edziré                                                                    | Désiré    | Madorite                          | Marguerite |
| Fine                                                                      | Joséphine | Marchelle                         | Marcelle   |
| Flaviye                                                                   | Flavie    | Mariye                            | Marie      |
| Flippe                                                                    | Philippe  | Pièarre                           | Pierre     |
| Foantin                                                                   | Florentin | Ernesse                           | Ernest     |
| Françoés                                                                  | François  | Tiofile, Tiofi                    | Théophile  |
| Germanne, Germangne, Germainne                                            | Germaine  |                                   |            |
| Voir Prénoms dans les langues d'Oil (pcd) pour d'autres prénoms en picard |           |                                   |            |

## L’usage et l'étude du picard

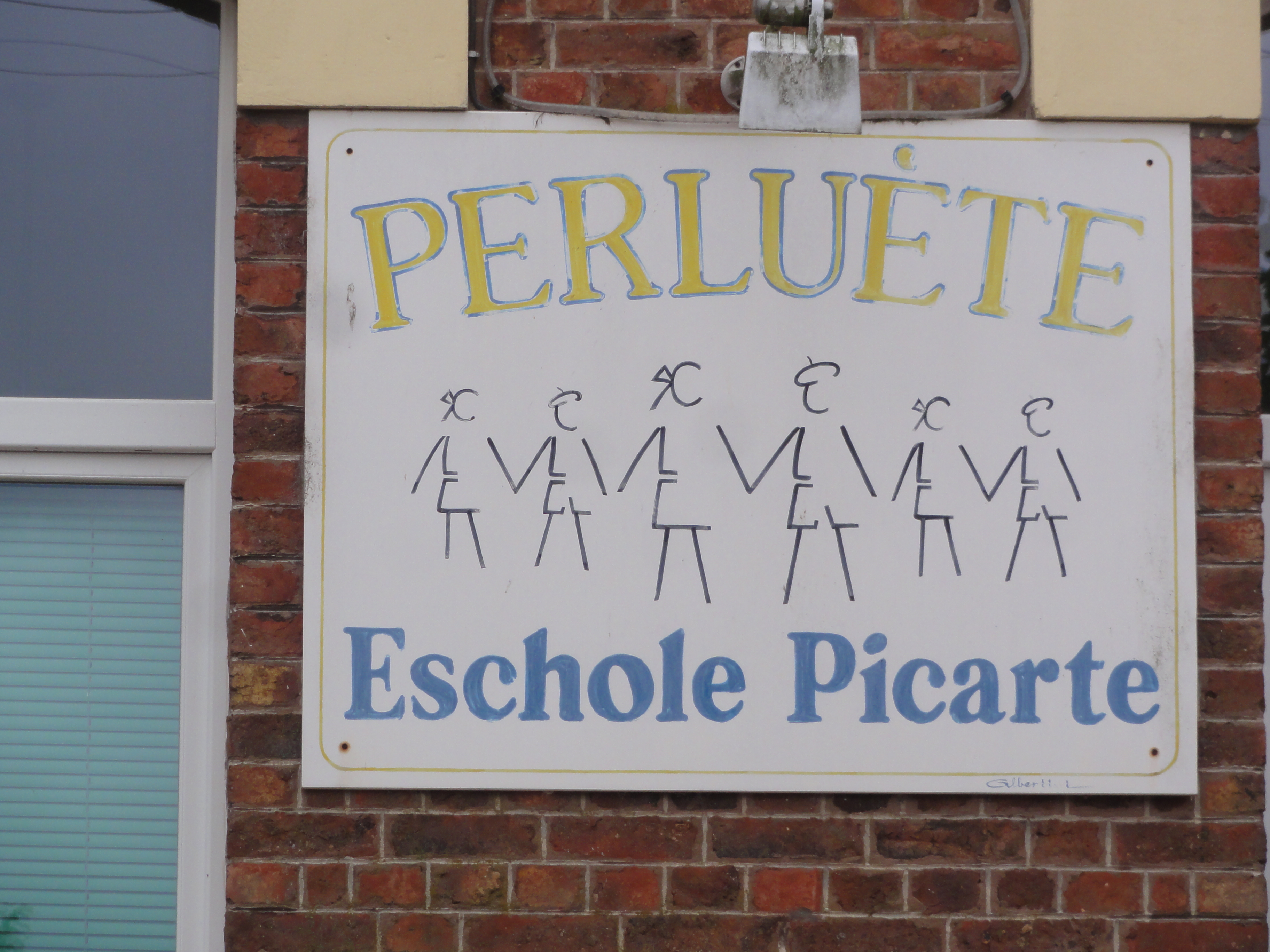
Panneau Eschole Picarte sur la mairie-école de Trefcon, (Aisne).

Le picard n’est pas enseigné à l’école (en dehors de quelques initiatives ponctuelles et non officielles) et n’est parlé que dans un cadre privé. Selon les historiens, il est probable que l’école républicaine obligatoire ait fait disparaître au XXe siècle les locuteurs picards monolingues.
En 1958 alors qu’un Atlas linguistique du Picard était en cours (lancé par Robert Loriot, dont la thèse de Doctorat a porté sur l’étude phonétique des parlers populaires de l’Oise) de même qu’un Inventaire général du Picard (compilé par Raymond Dubois (Sus-Saint-Léger) et Robert Loriot) était fondé à Arras aux Archives du Pas-de-Calais une Société de Dialectologie Picarde (présidée par Mario Roques). Cette société s'était donnée mission de susciter, encourager et publier tous travaux relatifs à la dialectologie picarde « offrant les garanties scientifiques qui s’imposent ». La langue picarde fait de nos jours l’objet d’études et de recherches dans les Universités de Lettres de Lille et d’Amiens ainsi que dans des universités étrangères comme à Indiana University aux États-Unis. Avec la mobilité des populations et la pénétration du français par les médias modernes, les différentes variétés du picard tendent à s’uniformiser. Dans sa pratique quotidienne, le picard tend à perdre de sa spécificité en se confondant avec un français régional. D’ailleurs, de nos jours, si la plupart des Nordistes peuvent comprendre le picard, de moins en moins sont capables de le parler et ceux pour qui le picard est la langue maternelle sont de plus en plus rares.
Cependant, le picard, parlé dans les campagnes comme dans les villes, est loin d’être une langue disparue, et constitue un élément encore important et vivant de la vie quotidienne et du folklore de cette région.
La prononciation varie aussi beaucoup suivant les parties de la région où la langue est parlée. De fait, pour un autochtone pratiquant le picard et entendant quelqu'un s'exprimer en patois, il lui est possible d'identifier rapidement l'origine géographique du locuteur.

## Le picard à l’écrit
Le picard est surtout une langue parlée, mais il est véhiculé par écrit à travers des textes littéraires comme ceux de Jules Mousseron, par exemple Les Fougères noires, un recueil de « poésies patoises » (selon les termes utilisés sur la couverture de l'ouvrage dans son édition de 1931) de Jules Mousseron. Plus récemment, la bande dessinée a connu des éditions en picard, avec par exemple des albums des aventures de Tintin (Les pinderleots de l'Castafiore, El' sécrét d’la Licorne et El’ trésor du rouche Rackham), ou encore d'Astérix (Astérix, i rinte à l'école, Ch’village copé in II et Astérix pi Obélix is ont leus ages - ch'live in dor ).
Le premier album d'Astérix en picard s’est vendu à 101 000 exemplaires ce qui représente la plus grosse vente de toutes les traductions en langue régionale, selon l’éditeur Albert René.
À l’origine, la période médiévale puis celle correspondant au moyen français sont riches de textes littéraires en picard : par exemple, la Séquence de sainte Eulalie (880 ou 881), premier texte littéraire écrit en langue d’oïl, ou les œuvres d’Adam de la Halle. Le picard, cependant, n’a pas réussi à s’imposer face à la langue littéraire interrégionale qu’était devenu le français, et a été peu à peu réduit au statut de « langue régionale ». On n'oubliera cependant pas que les célèbres romans octosyllabiques, priés des surréalistes, La Manekine et Jehan et Blonde, du poète Philippe de Remy, sont émaillés de termes picards.
On trouve une littérature picarde moderne lors des deux derniers siècles, lesquels ont vu naître partout en France les affirmations identitaires régionales en réponse au modèle républicain centralisé issu de la Révolution. Aussi le picard écrit moderne est-il une retranscription du picard oral. Pour cette raison, on trouve souvent plusieurs orthographes aux mêmes mots, de la même manière que pour le français avant que celui-ci ne soit normalisé. L’une des orthographes s’inspire directement des mots français. Elle est sans doute la plus simple à comprendre mais elle est aussi certainement à l’origine de l’idée selon laquelle le picard n’est qu’une déformation du français. Diverses réflexions orthographiques ont été menées depuis les années 1960 pour remédier à cet inconvénient, et donner au picard une identité visuelle distincte du français. Il existe actuellement un certain consensus, au moins parmi les universitaires, autour de la graphie dite Feller-Carton. Ce système, qui donne aux prononciations spécifiques au picard des graphies en rapport, mais reste lisible pour qui ne maîtrise pas entièrement la langue, est l’œuvre du professeur Fernand Carton, qui a adapté au picard l’orthographe du wallon mise au point par Jules Feller. Une autre méthode existante est celle de Michel Lefèvre (où [kajεl] « chaise » est noté eun' kayel, contre eune cayelle dans le système Feller-Carton). Soulignons les efforts significatifs du chanoine Haigneré (1824-1893), du professeur Henri Roussel et du docteur Jean-Pierre Dickès pour décrire et conserver cette langue par écrit.

## Origine du motch'ti
Le mot ch'ti, ou chti, ch'timi ou chtimi, a été inventé durant la Première Guerre mondiale par des Poilus qui n’étaient pas de la région pour désigner leurs camarades originaires du Nord Pas-de-Calais et de Picardie. C'est un mot onomatopéique créé à cause de la récurrence du phonème /ʃ/ (ch-) et de la séquence phonétique /ʃti/ (chti) en picard : « chti » signifie celui et s'entend dans des phrases comme « ch'est chti qui a fait cha » ou « ch'est chti qui féjot toudis à s'mote », etc., et qu'on retrouve aussi dans le dialogue de type « Ch’est ti? — Ch’est mi » (C’est toi? — C’est moi).
Contrairement à ce qui est parfois dit, "chti/chtimi" ne signifie ni « petit » ni « chétif » (puisque petit se traduit par p'tit, tiot ou tchiot), donc rien à voir avec l'ancien français ch(e)ti(f) < lat. captivu(m).

## Géants
Dans le folklore du Nord de la France et de Belgique, le géant est une figure gigantesque qui représente un être fictif ou réel dont les noms sont souvent en picard :
- Florimond Long Minton naquit de l'imagination et sous la plume du directeur du journal local Le Petit Doullennais et auteur picardisant, Charles Dessaint, qui publia des textes, régulièrement de 1925 à 1935. C'est un géant de Doullens (Somme).
- Tiot Mitt, géant de Maing (Nord), Pô-louche et Marie Robinet à Fruges (Pas-de-Calais), Tchout Jaques à Ham (Somme),...

## Boyaux rouges
Le sobriquet « rouches boyaus » (boyaux rouges) est très ancien, il remonte au XVIe siècle et désigne les habitants du sud de l'Artois dans le Pas-de-Calais. Ce sobriquet est indépendant de la définition des « ch'ti » voisins.
L'origine de ce sobriquet se perd dans le temps. Les trois explications les plus courantes sont en rapport avec les histoires suivantes :
- Les soldats artésiens portaient une ceinture de toile rouge. Le surnom leur aurait été donné par les Picards à partir du XVIe siècle. D'autres disent que c'étaient les saisonniers des moissons qui portaient cette ceinture rouge ;
- Les Artésiens auraient eu le tempérament bouillant ;
- L'Artois n'est revenue à la couronne de France qu'en 1659. Avant cette date, sous domination espagnole, elle a conservé ses privilèges et a ainsi échappé à l'impôt impopulaire de la gabelle, l'impôt sur le sel. Le sel n'étant donc pas cher en Artois, sa consommation y était plus abondante que chez les voisins picards qui, jaloux de ce privilège, disaient : « I minjtte tèlmint d'sé qu'is nin ont leus boïaus rouches conme unne crète ed codin » (Ils mangent tellement de sel qu'ils en ont les boyaux rouges comme une crête de dindon).

## Écrivains, artistes, presse d'expression picarde

### Presse
- Ch'Lanchron (éch jornal picard) est un journal trimestriel en picard publié depuis 1980 - siège social : Abbeville.
- Dans les années 1980 - 1990 au moins, le journal régional "la voix du nord" publiait un édito en chti, qui était signé d'une Julie. Le journal se fait aussi le relais de toutes les publications[29] en chti digne d'un intérêt.

### Littérature
- Jean de La Fontaine La moitié de ses fables ont été écrites en picard. Il s'agit du picard académique mais avec l'utilisation des phonèmes français. Au Moyen Âge, le "s" en picard, se prononce comme en hongrois :une chuintante remplace une sifflante (le pronom possessif "son" doit s'écrire "sen" et non "chen", de même que le "ch" se prononce comme en italien (gutturale sourde): cheval se prononce "queval" et s'écrit désormais de même. La Fontaine écrit: "Biau chire leu, n'écoutez mie, mère tenchent chen fieu qui crie" parce qu'il francise l'orthographe pour complaire à son roi, mais il aurait dû écrire: "Biau sire leu, n'écoutez mie, mère tensent sen fieu qui crie". Il en est de même qu'en Corse, où le pouvoir central parisien a imposé au XXe siècle une orthographe artificielle pour le différencier des dialectes italiens, notamment ceux de l'ancien royaume des deux Siciles.
- Henri Carion (pcd) publiait, sous le nom de Jérôme Pleum'coq, des lettres dans un journal de Cambrai. Un recueil, Épistoles kaimberlottes, paru en 1839.
- Hector Crinon publia, Satires picardes en 1863.
- Maurice Tonneau (pcd) (1923-1994) né à Croix (Nord), est un écrivain picard[30]. Il fut le vice-président de l'association « Les Veillées Patoisantes de Tourcoing »
- Roland Dussaussoy a publié de 2004 à 2011, en trois parties : "L'héritache èd' min père", qui raconte tout en picard la vie des cultivateurs dans les années 1950-1960.

### Théâtre
Plus de soixante-dix théâtres de cabotans se fixent en deux siècles à Amiens. Beaucoup de théâtres disparurent avec la Première Guerre mondiale et l'invention du cinématographe. Lafleur connut une renaissance et un vif succès populaire local, de 1930 à 1960, grâce au Théâtre des Amis de Lafleur en 1930 et au Théâtre de Chés Cabotans d'Amiens en 1933. C'est avec Maurice Domon, fondateur de Chés Cabotans d'Amiens que le répertoire devient une réelle critique sociale.
- Édouard David a écrit des pièces avec Lafleur pour chés cabotans d'Amiens.
- Lafleur est un héros et personnage principal picardisant du théâtre de marionnettes amiénois depuis le XIXe siècle.
- Louis Seurvat (Louis Vasseur), auteur de théâtre, poète - (Noyon 1858 - Ailly-sur-Noye 1932).

### Spectacle et cinéma
- Léopold Simons, sketchs – Lille (1901-1979).
- Francine Guillaumes-Surin (....-1998), alias « Julie ch'est mi »[31], faisait des sketchs en chti[32].
- Bertrand Cocq, créateur et interprète de comédies patoisantes (patois des mines) : [vidéo] « Le docteur martinet », sur YouTube.
- L'humoriste Dany Boon a fait un spectacle en picard ch'ti au titre évocateur « À s'baraque et en ch'ti ». Dans ce spectacle, il dépeint la vie parisienne qu'il mène en la comparant avec ses habitudes du Nord. Il y explique que les Parisiens sont beaucoup plus fermés que les Nordistes, lesquels sont caractérisés par l'accueil toujours chaleureux qu'ils réservent à leurs hôtes. Il a également réalisé Bienvenue chez les Ch'tis, toujours sur le thème des Nordistes accueillants et chaleureux. Il faut toutefois noter que le site du tournage, la ville de Bergues appartient au domaine du flamand occidental[33] que l'on rattache au néerlandais. Ce dialecte, qui comporte de nombreux emprunts de langue d'oïl, a décliné depuis 1945 et se trouve peu à peu concurrencé par le picard, ce qui peut contribuer à une certaine authenticité du film.

### Chanson
- François Cottignies dit Brûle Maison, chansonnier – Lille (1678-1742).
- Alexandre Desrousseaux, poète et chansonnier bilingue picard-français auteur en 1853 de L'Canchon Dormoire (La Berceuse) communément appelée Le P'tit Quinquin (Quinquin signifie enfant en picard), célèbre chanson française en picard et hymne officieux de la ville de Lille – Lille (1820-1892).
- Line Dariel, comédienne, entre autres des sketchs de Léopold Simons, et chanteuse - (1886-1956).
- Raoul de Godewarsvelde, chanteur - Lille (1928-1977).
- Edmond Tanière (1937-1991), chanteur et compositeur de chansons, entre autres interprétées par Renaud.
- Simon Colliez, chanteur et compositeur de chansons, entre autres interprétées par Renaud.
- Le chanteur Renaud a sorti en 1992 un album en ch'ti, Renaud cante el' Nord à la suite de sa participation au film Germinal
- Groupe Achteure, groupe de chansons picardes interprétées par Philippe Boulfroy.
- Ensemble Re- naissance Pierre DELANNOY ' canchons d'ichi et d'achteure" "in va os conter canter Noê"

### Rock et autres
Le picard a aussi su s'intégrer dans la modernité par le domaine de la chanson-rock ou blues et ce dès le début des années 1980 avec des groupes comme Dejouk (amiénois), ou encore Killer Ethyl. Mais c'est le chanteur, poète et revuiste Christian Edziré Déquesnes qui pousse l'expérience le plus loin après sa rencontre avec Ivar Ch'Vavar vers le milieu des années 1990 en créant le groupe Chés Déssaquaches, devenu ensuite Chés Éclichures, (2) Brokes et aujourd'hui Chés Noértes glènnes. Dernièrement le slameur Serial crieuR (pcd) a également créé un (pcd) [vidéo] « Clip tout en picard », sur YouTube. Kamini utilise quelques phrases picardes dans la chanson Marly-Gomont.